# Leslie Halliwell
Leslie Robert James Halliwell (* 23. Februar 1929 in Bolton, Lancashire; † 29. Januar 1989 in Esher, Surrey) war ein britischer Autor, Filmjournalist, Filmkritiker und Filmhistoriker.

## Leben und Werk
Nach dem Schulabschluss studierte Leslie Halliwell zunächst Englische Philologie am St Catharine’s College in Cambridge. Doch bald darauf wandte er sich der Filmpublizistik zu und schrieb zahlreiche Filmkritiken. Bis zu seiner Pensionierung 1986 arbeitete Halliwell vorwiegend für verschiedene Produktionsfirmen und für das britische Fernsehen als Einkäufer von US-amerikanischen Filmen.
Besondere Popularität erreichte Halliwell aber vor allem durch seine Filmlexika, die in zahlreichen Auflagen erschienen sind und längst zu den cinematographischen Standardwerken zählen. 1965 veröffentlichte der Filmenthusiast erstmals sein Filmgoers’ Companion, eine Enzyklopädie mit Beiträgen zu Filmschaffenden aller Sparten, Filmen, Motiven und Produktionsfirmen. Für das Vorwort dieses Werkes konnte Halliwell Alfred Hitchcock gewinnen. 1977 erschien zudem die Erstauflage von Halliwell’s Film Guide mit zahlreichen Kritiken zu Produktionen ab der Stummfilmzeit. 1979 publizierte er darüber hinaus Halliwell’s Television Companion. Alle drei Standardwerke erfahren bis heute regelmäßig überarbeitete Neuauflagen.
Daneben verfasste Halliwell weitere Bücher und Aufsätze zur Filmgeschichte und einzelnen Produktionen, Memoiren (Seats in All Parts) und zahlreiche Artikel für die Zeitung Daily Mail.
Am 29. Januar 1989 starb Leslie Halliwell im Alter von 59 Jahren in Surrey an Krebs.

## Bibliografie (Auswahl)
- ab 1965 The Filmgoers’ Companion. London.
- 1975 The Clapperboard Book of the Cinema (zusammen mit Graham Murray)
- ab 1977 Halliwell’s Film Guide. 4. Auflage London 1985.
- ab 1979 Halliwell’s Television Companion. London.
- 1985 Seats in All Parts
- 1986 Halliwell’s Harvest